# 道下駅 (富山県)
道下駅（みちしたえき）は、富山県下新川郡道下村（現在の魚津市）にあった富山電気鉄道→富山地方鉄道本線の駅である。道下停留場（みちしたていりゅうじょう）とも呼ばれていた。

## 概要
電鉄富山駅から約30.412 km、魚津駅（現在の新魚津駅） - 経田駅の間に建設された。主に富山県立魚津中学校（現在の富山県立魚津高等学校）に通う生徒や道下村立道下尋常高等小学校（現在の魚津市立道下小学校）の教師や付近の村民等が利用していた。
駅舎は北中地区側、地鉄の線路の海面にせり出す形で、法面に沿って50 - 60 cmの長さの木製プラットホームを有し、雨や雪を避けられるよう板塀と屋根が備えられていた。なお、屋根は後に台風に匹敵する強風により壊された後、修復されなかった。
さらに魚津駅から近いこともあり、1944年（昭和19年）に廃止された。廃止後、魚津高校の生徒は魚津駅から学校までの間を行き来するようになった。

## 歴史
- 1937年（昭和12年）
  - 3月16日：富山電気鉄道（当時）から鉄道大臣へ道下停留場の新設届が提出される[5]。
  - 3月30日：富山電気鉄道の駅として使用開始[1]。
- 1943年（昭和18年）1月1日：会社統合により、富山地方鉄道の駅となる。
- 1944年（昭和19年）
  - 3月26日：廃止許可を申請[4]。
  - 5月18日：廃止[1]。

## 隣の駅
富山地方鉄道
本線
魚津駅 - 道下駅 - 経田駅